# Rue des Pierres-Plantées
La rue des Pierres-Plantées est une voie du quartier des pentes de la Croix-Rousse dans le 1er arrondissement de Lyon, en France. Elle relie l'esplanade Fernand-Rude mieux connue sous son ancien nom d'« esplanade de la Grande-Côte », au boulevard et à la place de la Croix Rousse. Son nom provient de deux pierres qui étaient « plantées » au bas de la rue au XVIIIe siècle et qui permettaient d'empêcher les attelages de chevaux de dévaler la forte pente de la montée de la Grande-Côte, située juste derrière.

## Monuments
- École Aveyron (1877)